# Język taje
Język taje, także: andje, lole, petapa – język austronezyjski używany w prowincji Celebes Środkowy w Indonezji. Według danych szacunkowych z 2001 roku posługuje się nim 350 osób. 
Jego użytkownicy zamieszkują mieszane etnicznie miejscowości Petapa, Sidole i Sienjo. 
Jest poważnie zagrożony wymarciem. Już w 1902 r. N. Adriani uznał taje za praktycznie wymarły. W użyciu są także języki ampibabo-lauje i rai (jeden z języków kaili, środek komunikacji międzygrupowej), a w pewnym zakresie również język indonezyjski. W taje zaznaczyły się wpływy języków kaili: rai i tara oraz pobliskich języków tomini-tolitoli (lauje i tajio).